# Nestima tenuis
Nestima tenuis är en tvåvingeart som först beskrevs av Carl Ludwig Doleschall 1858.  Nestima tenuis ingår i släktet Nestima och familjen skridflugor. Inga underarter finns listade i Catalogue of Life.